# Lamine Conteh
Lamine Conteh (anglès: Lamin Conteh)  (Freetown, 17 de gener de 1976 - Kenema, 5 de maig de 2022), conegut pel sobrenom Junior Tumbu (1976-2022), fou un futbolista de Sierra Leone de les dècades de 1990 i 2000.
Fou internacional amb la selecció de futbol de Sierra Leone. Pel que fa a clubs, destacà a Boavista FC.